# Список экзопланет в созвездии Южной Короны
Список экзопланет в созвездии Южной Короны содержит 4 экзопланеты в 3 разных планетных системах, находящихся в соответствующем созвездии. Перечислены только подтверждённые экзопланеты, не являющиеся коричневым карликом.
Учёные постоянно совершают открытия, поэтому список может быть неполон.
Оценить зону обитаемости можно на основе светимости звезды.
| Система         | # | Удалённость св. лет | Светимость L⊙ | Большая полуось а. e. | Эксцентриситет | Период обращения сут | Масса MJ      | Пр.    |
| --------------- | - | ------------------- | ------------- | --------------------- | -------------- | -------------------- | ------------- | ------ |
| HD 177565       | b | 55                  | 0,883         | 0,25 ± 0,02           | 0,06           | 44,51 ± 0,59         | >0,048 ± 0,02 | EPEDR2 |
| HD 166724       | b | 148                 | 0,388         | 5,17 ± 0,38           | 0,73           | 4750 ± 510           | >3,49 ± 0,13  | EPEDR2 |
| TYC 7925-2200-1 | b | 190                 | 0,152         | 0,04                  | 0,22           | 4,07                 | 0,061 ± 0,003 | EPEDR2 |
| TYC 7925-2200-1 | c | 190                 | 0,152         | 0,07                  | 0,05           | 8,35                 | 1,035 ± 0,018 | EPEDR2 |